# 中西晃史
中西 晃史（なかにし こうし、1972年9月14日 - ）は、日本のゲームデザイナー。兵庫県出身。

## 来歴・人物
専門学校を退学後、有限会社アクワイアに入社。アクワイアが開発した初期の『天誅』シリーズでは、キャラクターデザインを含むグラフィック全般を担当した。自由度の低いゲームシステムには否定的で、ディレクターを務めた『侍』『忍道 戒』では自由度の高さが特徴となっていた。
その後、アクワイアを退社し、カプコンへ移籍。『バイオハザード5』のプランナーを皮切りに、『バイオハザード』シリーズの開発に関わる。

## 作品
- フィッシュアイズ（1996年10月10日、パック・イン・ビデオ、PS） - グラフィックアシスタント
- 立体忍者活劇 天誅（1998年2月26日、SME、PS） - グラフィック
- 立体忍者活劇 天誅 忍凱旋（1999年2月25日、SME、PS） - アーティスト
- 立体忍者活劇 天誅 忍百選（1999年11月11日、SME、PS） - グラフィック
- 立体忍者活劇 天誅 弐（2000年11月30日、アクワイア、PS） - キャラクターデザイナー
- 侍（2002年2月7日、スパイク、PS2） - 監督
- 侍道2（2003年10月9日、スパイク、PS2） - 企画原案
- サムライウエスタン 活劇侍道（2005年1月1日、スパイク、PS2） - 企画原案
- 忍道 戒（2005年11月10日、スパイク、PS2） - ディレクター
- 忍道 匠（2006年3月30日、スパイク、PS2） - ディレクター
- 忍道 焔（2006年10月26日、スパイク、PSP） - ディレクター
- 勇者のくせになまいきだ。（2007年12月6日、SCE、PSP） - ディレクター
- 侍道3（2008年11月13日、スパイク、PS3・Xbox 360） - 企画原案
- バイオハザード5（2009年3月5日、カプコン、PS3・Xbox 360・Win） - ゲームデザイン
- バイオハザード リベレーションズ（2012年1月26日、カプコン、3DS・PS3・Xbox 360・Win・Wii U） - ディレクター
- バイオハザード7 レジデント イービル（2017年1月26日、カプコン、PS4・Xbox One・Win） - ディレクター
- BLACK COMMANDO（2018年9月26日、カプコン、iOS・Android） - ディレクター

## 参考資料
- ゲーム開発最前線 『侍』はこうして作られた アクワイア制作2課の660日戦争（2002年6月、新清士、新紀元社、ISBN 4-7753-0043-1）